# Der Herr der Ringe (Musical)
Der Herr der Ringe ist ein Roman des englischen Autors J. R. R. Tolkien, der schon einige Male als Vorlage für verschiedene Theaterstücke gedient hat.
Die erste offizielle Adaption des Stoffes als Musical ist die von Kevin Wallace produzierte. Unter der von Bernd Stromberger in den neunziger Jahren in Berlin als „Der Herr der Ringe Musical“ beworbenen Produktion verbarg sich tatsächlich eine Adaption des „Hobbit“.

## Vorlagen
Als Vorlagen für das Musical dienten die Bücher des britischen Autors J. R. R. Tolkien aus den Jahren 1954/1955.
Der Herr der Ringe:
- Die Gefährten
- Die zwei Türme
- Die Wiederkehr des Königs (bzw. die Rückkehr des Königs)

Die Geschichte erzählt von dem jungen Hobbit Frodo Beutlin und seinen Gefährten, die aufbrechen, um den einen Ring des dunklen Herrschers Sauron zu vernichten. Dabei müssen sie quer durch den fiktiven Kontinent Mittelerde reisen, wobei sie viele Abenteuer zu bewältigen haben.

## Toronto
Kevin Wallace und sein Partner Saul Zaentz – Inhaber der Bühnen- und Filmrechte und Produzent des 1978 entstandenen Animationsfilmes „Der Herr der Ringe“ – produzierten in Zusammenarbeit mit dem Theaterbesitzer David Mirvish aus Toronto und dem Werbespezialisten Michael Chole eine Bühnenversion, bei der das Libretto (Buch und Songtexte) von Shaun McKenna und Matthew Warchus und die Komposition (Musik) von A. R. Rahman, Värttinä und Christopher Nightingale stammten.
An dieser knapp vierstündigen Fassung wirkten 65 Schauspieler mit. Zu sehen war sie im Princess of Wales Theatre in Toronto, Kanada. Die Produktion kostete ca. 26,9 Millionen US-Dollar. Am 4. Februar 2006 begann die erste Vorstellung. Das Musical bekam gemischte Pressekritiken, wurde jedoch allgemein vom Publikum wohlwollend aufgenommen. und schloss am 3. September 2006 nach sieben Monaten Spielzeit.

## London
Die leicht gekürzte (aber immer noch dreistündige) und neu überarbeitete Show hatte am 19. Juni 2007 im Theatre Royal, Drury Lane seine offizielle Premiere. Dasselbe Kreativ-Team wie in Toronto arbeitete auch hier mit. In der Londoner Fassung wirkten 50 Schauspieler mit und sie kostete „nur“ 25 Millionen Dollar, was das „Herr der Ringe Musical“ zu einer der teuersten Produktionen, die jemals im West End oder irgendwo außerhalb von Las Vegas aufgeführt wurden, macht. Im Gegensatz zur kanadischen war die englische Presse wohlwollender. Bei seiner Schließung am 19. Juli 2008 wurde das Stück nach 14 Monaten zum 492. Mal aufgeführt und konnte über 700.000 Besucher anlocken.

## Köln
In Köln sollte das „Herr der Ringe Musical“, in einer deutschsprachigen Fassung Ende 2009 erneut seine Türen öffnen. Es sollte dafür für rund 20 Millionen Euro ein neues Theater in der Nähe der ehemaligen Chemischen Fabrik Kalk gebaut werden. Für die Produktion des Musicals selbst wurden 18,5 Millionen veranschlagt. Das Theater sollte an ein Schiff erinnern, „das die Besucher mit auf eine Reise nimmt“. Die Premiere des Musicals sollte am 6. Dezember 2009 stattfinden.
Da der Auftrag sofort an die Agentur des Architekten Hanspeter Kottmair ging, gab es jedoch eine Kontroverse unter verschiedenen Stadtratsmitgliedern, warum denn nicht vorher ein Wettbewerb um den Auftrag ausgeschrieben wurde. Anfang Februar 2009 wurde außerdem der Rückzug von Art.emis, eines der Hauptsponsoren des Musicals, angekündigt.

## Welttournee
Eine englischsprachige Welttournee soll 2015 Premiere feiern.

## Darsteller
| Rolle                               | Original Toronto Cast   | Original London Cast (1st Season) | Original London Cast (2nd Season) |
| ----------------------------------- | ----------------------- | --------------------------------- | --------------------------------- |
| Bilbo Beutlin                       | Cliff Saunders          | Terence Frisch                    | Terence Frisch                    |
| Samweis „Sam“ Gamdschie             | Peter Howe              | Peter Howe                        | Peter Howe                        |
| Rose „Rosie“ Cotton                 | Kristin Galer           | Kirsty Malpass                    | Kirsty Malpass                    |
| Frodo Beutlin                       | James Loye              | James Loye                        | James Byng                        |
| Gandalf der Graue/Weiße             | Brent Carver            | Malcom Storry                     | Andrew Jarvis                     |
| Peregrin „Pippin“ Tuk               | Owen Sharpe             | Owen Sharpe                       | Stuart Neal                       |
| Meriadoc „Merry“ Brandybock         | Dylan Roberts           | Richard Henders                   | Ben Evans                         |
| Elránien, ein wandernder Elbe       | Monique Lund            | Alexandra Bonnet                  | Alexandra Bonnet                  |
| Saruman der Weiße                   | Richard McMillan        | Brian Protheroe                   | Tim Morgan                        |
| Gerstenmann Butterblume             | Shawn Wright            | Tim Parker                        | Tim Parker                        |
| Bill Ferny                          | Patrick McManus         | Michael Hobbs                     | Michael Hobbs                     |
| Streicher/Aragorn                   | Evan Buliung            | Jérôme Pradon                     | Robbie Scotcher                   |
| Glorfindel                          | –                       | Alma Ferovic                      | Alma Ferovic                      |
| Arwen Undómiel                      | Carly Street            | Rosalie Craig                     | Rosalie Craig                     |
| Elrond                              | Victor A. Young         | Andrew Jarvis                     | Michael Hobbs                     |
| Boromir                             | Dion Johnstone          | Steven Miller                     | Steven Miller                     |
| Gimli                               | Ross Williams           | Sévan Stephan                     | Sévan Stephan                     |
| Legolas                             | Gabriel Burrafato       | Michael Rouse                     | Michael Rouse                     |
| Gollum/Sméagol                      | Michael Therriault      | Michael Therriault                | Michael Therriault                |
| Haldir                              | Fraser Waltes           | Wayne Fitzsimmons                 | Wayne Fitzsimmons                 |
| Galadriel                           | Rebecca Jackson Mendoza | Laura Michelle Kelly              | Abbie Osmon                       |
| Baumbart                            | Shawn Wright            | Michael Hobbs                     | Michael Hobbs                     |
| Denethor, Truchsess von Gondor      | –                       | Tim Morgan                        | Tim Parker                        |
| Théoden, König von Rohan            | Derry Dorey             | –                                 | –                                 |
| Éowyn                               | Ayrin Mackie            | –                                 | –                                 |
| Hexenkönig von Angmar               | Don Gough               | –                                 | –                                 |
| Hamfast Gamdschie, und alter Hobbit | Sanders Whiting         | –                                 | –                                 |

## Titelliste

### Erster Akt
1. The Springle-ring
2. Prologue (Bilbo's Party)
3. The Road Goes On
4. The Cat and the Moon
5. Flight to the Ford
6. The Song of Hope
7. Star of Eärendil
8. Lament for Moria
9. The Balrog

### Zweiter Akt
1. The Golden Wood
2. Lothlórien
3. Lothlórien (reprise)
4. The Temptation of Frodo
5. The Orc Attack
6. Death of Boromir
7. The Ents
8. The Siege of the City of Kings
9. Now and For Always
10. Gollum's Soliloquy

### Dritter Akt
1. The Song of Hope (reprise)
2. Shelob's Lair
3. Wonder
4. The Final Battle
5. The Cracks of Doom
6. City of Kings
7. Epilogue
8. Finale & Bows